# Landolfo V di Benevento
Landolfo V di Benevento (X secolo – settembre 1033) fu principe di Benevento dal 1014 al 1033.

## Biografia
Figlio ed erede del principe Pandolfo II di Benevento, Landolfo V fu associato al trono da suo padre nel maggio del 987.

Nel 999, l'imperatore Ottone III, che ritornava da una visita al santuario di San Michele Arcangelo, si fermò a Benevento, dove l'11 marzo firmò un diploma in favore del monastero di Santa Sofia, complesso fondato dai predecessori di Landolfo che probabilmente fungeva da mausoleo dinastico dei principi di Benevento. Per ragioni sconosciute,  verso l'anno 1000, i rapporti tra l'imperatore e i principi longobardi si deteriorarono. Si suppone che la questione riguardasse le reliquie di San Bartolomeo, patrono di Benevento, a cui Ottone III aveva da poco dedicato una nuova chiesa a Roma, la basilica di San Bartolomeo all'Isola. Secondo gli Annales Beneventani: 
(Annales Beneventani)
Tuttavia, l'unico bottino che l’imperatore ottenne dalla città fu probabilmente la cessione di alcune reliquie sacre.
Nel 1003, una ribellione guidata da Adelfero, conte di Avellino, estromise Landolfo e suo padre da Benevento. I principi però non rimasero a lungo in esilio. Nel 1005, infatti, già erano tornati a governare dalla loro capitale. Nonostante ciò, disordini e scontri locali continuavano a mettere a rischio il potere dei sovrani.
Nel 1012 circa, Landolfo V associò al trono anche suo figlio Pandolfo III. Due anni più tardi, suo padre Pandolfo II morì, lasciando a Landolfo la carica di principe sovrano di Benevento, mentre Pandolfo III rimase co-reggente. Immediatamente dopo la morte di Pandolfo il Vecchio, i cittadini della capitale si ribellarono al governo dei nuovi principi. La rivolta, a differenza della precedente, non riuscì a rovesciare dal trono i principi, che furono però obbligati ad offrire concessioni al popolo e all’aristocrazia cittadina.
Landolfo dovette poi sottomettersi all'Impero bizantino, che  minacciava il principato di Benevento fortificando le città del Catepanato. Nel 1022, per contrastare il dominio bizantino in Puglia, l’imperatore Enrico II congiunse il suo esercito a quelli di Poppone di Aquileia e Pellegrino di Colonia presso Benevento. Dopo aver preso la città con un breve assedio, l'armata marciò verso Troia, roccaforte bizantina, ma non riuscì a conquistarla. Landolfo giurò fedeltà all'Imperatore germanico. Non si conosce più nulla della sua vita, se non che morì nel settembre del 1033. Suo figlio Pandofo III gli succedette al trono. Un altro suo figlio, Dauferio, prese gli ordini e divenne prima abate di Montecassino e poi papa, con il nome di Vittore III.

## Discendenza
Si conoscono solo due figli di Landolfo V:
- Pandolfo III di Benevento (… - 1060).
- Dauferio o Desiderio (1026 circa - 16 settembre 1087) papa con il nome di Vittore III.

## Ascendenza
|                           |   |                 | Genitori |  |  | Nonni |  |  | Bisnonni                 |  |  | Trisnonni               |  |
|                           |   |                 |          |  |  |       |  |  | Landolfo II di Benevento |  |  | Landolfo I di Benevento |  |
|                           |   |                 |          |  |  |       |  |  | Landolfo II di Benevento |  |  | Landolfo I di Benevento |  |
|                           |   | Gemma di Napoli |          |  |  |       |  |  | Landolfo II di Benevento |  |  |                         |  |
| Landolfo III di Benevento |   |                 |          |  |  |       |  |  | Landolfo II di Benevento |  |  |                         |  |
|                           |   | Yvantia         | …        |  |  |       |  |  |                          |  |  |                         |  |
|                           |   | Yvantia         | …        |  |  |       |  |  |                          |  |  |                         |  |
|                           |   | Yvantia         | …        |  |  |       |  |  |                          |  |  |                         |  |
| Pandolfo II di Benevento  |   | Yvantia         |          |  |  |       |  |  |                          |  |  |                         |  |
|                           |   | …               | …        |  |  |       |  |  |                          |  |  |                         |  |
|                           |   | …               | …        |  |  |       |  |  |                          |  |  |                         |  |
|                           |   | …               | …        |  |  |       |  |  |                          |  |  |                         |  |
| …                         |   | …               |          |  |  |       |  |  |                          |  |  |                         |  |
|                           |   | …               | …        |  |  |       |  |  |                          |  |  |                         |  |
|                           |   | …               | …        |  |  |       |  |  |                          |  |  |                         |  |
|                           |   | …               | …        |  |  |       |  |  |                          |  |  |                         |  |
| Landolfo V di Benevento   |   | …               |          |  |  |       |  |  |                          |  |  |                         |  |
|                           | … | …               |          |  |  |       |  |  |                          |  |  |                         |  |
|                           | … | …               |          |  |  |       |  |  |                          |  |  |                         |  |
|                           | … | …               |          |  |  |       |  |  |                          |  |  |                         |  |
| …                         | … |                 |          |  |  |       |  |  |                          |  |  |                         |  |
|                           |   | …               | …        |  |  |       |  |  |                          |  |  |                         |  |
|                           |   | …               | …        |  |  |       |  |  |                          |  |  |                         |  |
|                           |   | …               | …        |  |  |       |  |  |                          |  |  |                         |  |
| …                         |   | …               |          |  |  |       |  |  |                          |  |  |                         |  |
|                           |   | …               | …        |  |  |       |  |  |                          |  |  |                         |  |
|                           |   | …               | …        |  |  |       |  |  |                          |  |  |                         |  |
|                           |   | …               | …        |  |  |       |  |  |                          |  |  |                         |  |
| …                         |   | …               |          |  |  |       |  |  |                          |  |  |                         |  |
|                           |   | …               | …        |  |  |       |  |  |                          |  |  |                         |  |
|                           |   | …               | …        |  |  |       |  |  |                          |  |  |                         |  |
|                           |   | …               | …        |  |  |       |  |  |                          |  |  |                         |  |
|                           |   | …               |          |  |  |       |  |  |                          |  |  |                         |  |